# 公開採点制度
公開採点制度（こうかいさいてんせいど）、またはオープン・スコアリング・システム（Open Scoring System）は、ボクシングを始めとする格闘技において、採点の途中経過を試合中に公開する制度である。

## 導入への経緯
公開採点制度は1999年に世界ボクシング協会（WBA）で試験導入されたが、審判員へのプレッシャーなどもあり本格採用には至らなかった。同年、世界ボクシング評議会（WBC）でも公開採点制度について経過報告がなされたが、導入に反対の意見が大勢を占めていたために審議はされなかった。
だが、2006年8月2日の亀田興毅vsファン・ランダエタ戦など判定を巡るトラブルが目立つようになり、観戦側にもより分かりやすくなるようなシステムが求められた。WBCは同年11月1日のWBC年次総会で採用を決定し、12日後の2006年11月13日の世界ダブルタイトルマッチ（長谷川穂積 vs. ヘナロ・ガルシア、イーグル京和 vs. ロレンソ・トレホ）よりタイトルマッチでの公開採点制度が運用された。しかし、この制度は専門家からさまざまなメリット・デメリットが指摘されている。
現在、WBAなどの他団体でもオープン・スコアリング・システムの導入を検討しているが反対意見も多く、決定には至っていない。
2008年にはK-1でも公開採点制度導入を決め、K-1 WORLD MAX 2008 World Championship Tournament FINALにて試験採用される。

## 概要
決められた回ごとに審判員（ジャッジ）が匿名によりそれまでの採点を会場内に公開する。リングアナウンサーが採点を読み上げ、モニターあるいは電光掲示板に表示する。テレビ放送でもテロップとして表示される。

### WBC
第4ラウンド終了時と第8ラウンド終了時に公開。
公開採点の決定権は開催国コミッションに委ねられるため、WBCの世界戦すべてで採用されるわけではなく、米国など実施されない国も存在する。他団体との王座統一戦などでは事前に協議を行い、採用するか否かなどが決められる。東洋太平洋ボクシング連盟（OPBF）などWBC傘下の地域王座でも採用されている。
女子も当初は男子と同様であったが、女子世界戦は10回戦で行われるため、2回目の公開（第8R）後は2Rしかなく公開後の作戦を実行するには短すぎるため、2008年12月からは2回目の公開を第7R終了後に変更した。2012年よりOPBF女子戦は8回戦に短縮されたため、採点公開は第4R終了後の1回のみに変更されている。
2009年12月6日の多田悦子 vs 富樫直美のWBA・WBCダブルタイトルマッチは協議の結果、第5ラウンド終了時点で採点を公開する特別ルールが敷かれる事になった。
2012年6月20日の井岡一翔 vs 八重樫東のWBC・WBAダブルタイトルマッチは両団体のを折衷させたルールとなったが、公開採点は採用された。
2012年7月17日、日本開催のソニー・ボーイ・ハロ vs 五十嵐俊幸のWBC世界フライ級タイトルマッチでは、運営側の人員不足でポイント集計に手間取り、第4ラウンド・第8ラウンド終了時の場内アナウンスに間に合わず、1回遅れの第5ラウンド・第9ラウンド終了時に発表された。
2022年6月7日の井上尚弥 vs ノニト・ドネアのWBA・IBF・WBC世界バンタム級王座統一戦は当初公開採点を採用すると発表していたが、WBC以外の団体から異論が出たため当日になって中止になった。
OPBFのタイトルマッチは2025年8月より10回戦に短縮されたが、採点公開は第4R後と第8R後で変わらず。

### JBC
日本ボクシングコミッション（JBC）では日本タイトルマッチにて2013年の試験導入を経て本採用。10回戦のため5回終了の1回のみ。なお、WBOアジア太平洋タイトルマッチとの2冠戦は12回戦になるが、これについても5回終了の1回のみとなる。
2024年、KWORDL3ジム会長の亀田大毅よりオープン戦でも公開採点の採用を希望し、11月10日にエディオンアリーナ大阪第2競技場で行われた主催興行にて全試合公開採点（前半終了時点の1回）を試験的に実施。おおむね好評だったためJBCが解禁に踏み切った。2025年よりオープン戦でも公開採点が可能になったが、採用の可否はプロモーターに委ねられており、同ジム主催興行では新人王戦を除き完全採用している。

### アマチュアボクシング
IBAルールでは、各ラウンド終了ごとに採点を公開しており、観客席前にもモニターを設置して採点を公開するシステムが導入されている。

### K-1
K-1の場合は基本3Rのため、1R・2R各終了時に公開する。

### パンクラス
パンクラスは基本3RのためK-1と同様であるが、ラウンドごとの採点として公開する。

## メリット
- 観客にとって戦況が的確に把握できる。
- セコンドも以降のラウンドの作戦が立てやすくなる。
- ポイントで挽回することが困難になった選手は積極的にノックダウンを狙わざるを得なくなり、アグレッシブな試合を観戦できる。
- 3人のジャッジがどのような傾向で評価しているかを掴むことが出来、いわゆる「不可解な判定」が少なくなる。

## デメリット
- ノックダウンではなく、ポイントアウトを狙った試合運びが容易になってしまう。
- ポイントの挽回もダウンを奪うことも困難になった選手は、諦めてしまい試合を投げ出してしまう。
- ポイントで優勢になった選手は守りの姿勢になってしまい、アグレッシブさがなくなり「倒されなければよい」というボクシングになってしまう。